# Myloplus sauron
Espèce
Myloplus sauron est une espèce de poissons d'eau douce de la famille des Serrasalmidae.

## Répartition
Ce poisson est endémique du Brésil où il se rencontre dans le bassin du rio Xingu et ses affluents tels que les rios Culuene, Iriri et Bacajá (en),.

## Description

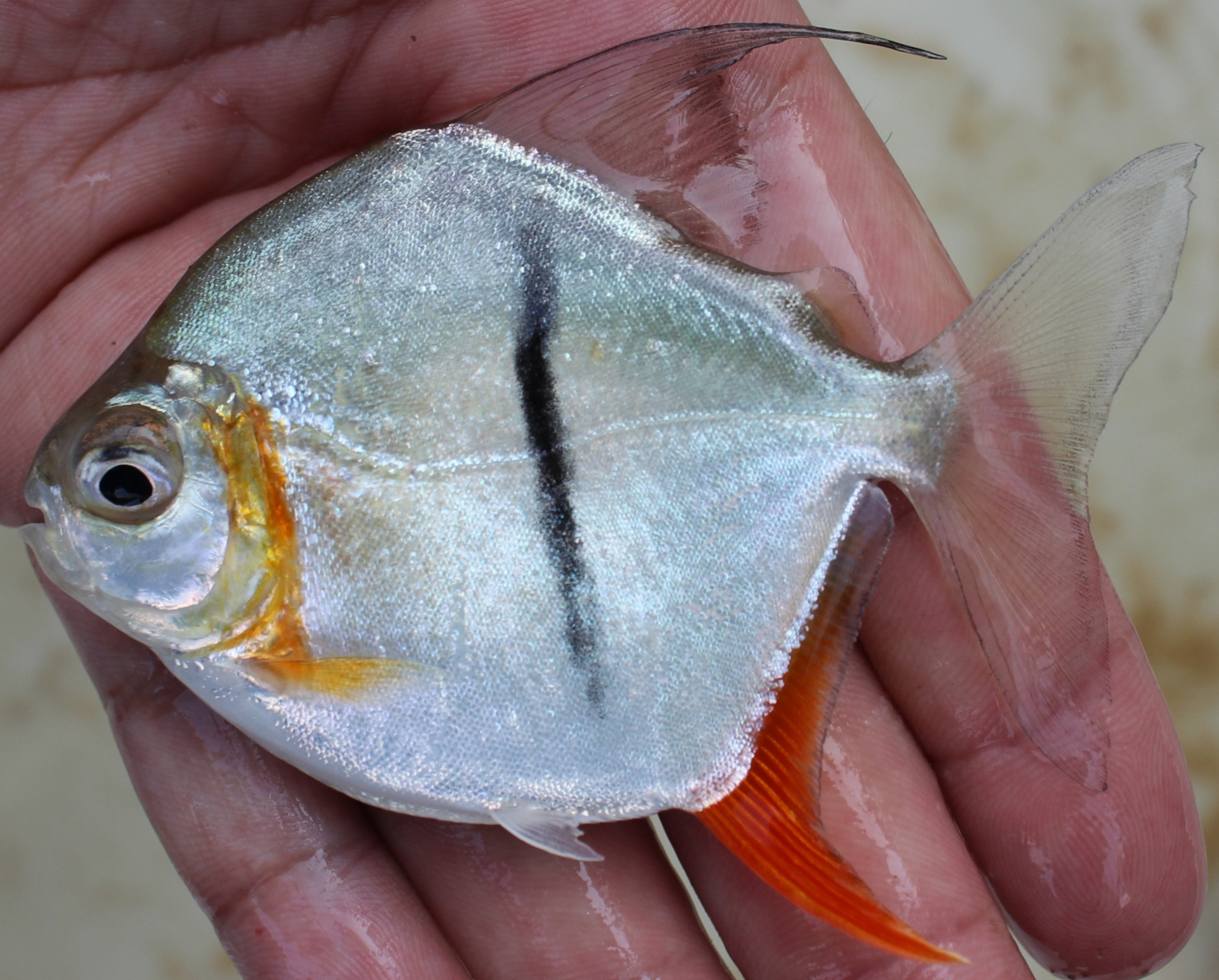
Jeune spécimen.

Myloplus sauron peut mesurer jusqu'à 166 mm, queue non comprise. Sa coloration générale est blanc argenté et présentant une barre verticale sombre à la moitié du corps.

## Systématique
L'espèce Myloplus sauron a été décrite en 2024 par Pereira (d), Ota (d), Machado (d), Collins (d), Ândrade (d), Garcia-Ayala (d), Jégu (d), Farias (d) & Hrbek (d). 

### Étymologie
Le nom de genre Myloplus, est peut-être dérivé du grec μύλος / mýlos, qui a plusieurs sens « meule à moudre le grain ou mulet, poisson ». L'épithète spécifique, sauron, fait référence à l'Œil de Sauron, objet fictionnel dans l'univers du Seigneur des anneaux (J. R. R. Tolkien), et ce en référence au fait que « le corps elliptique de Myloplus sauron, marqué d'une barre noire verticale s'effilant vers les deux extrémités, ressemble au célèbre œil à pupille verticale du roman »,.

### Publication originale
- (en) Valéria N. Machado, Victória D. Pereira, Rafaela P. Ota, Rupert A. Collins, Marcelo Ândrade, James R. Garcia-Ayala, Michel Jégu, Izeni P. Farias et Tomas Hrbek, « Integrative taxonomy of the black-barred disk pacus (Characiformes: Serrasalmidae), including the redescription of Myloplus schomburgkii and the description of two new species », Neotropical Ichthyology, Sociedade Brasileira de Ictiologia (d), vol. 22, no 2,‎ 10 juin 2024 et 2024, p. 1-45 (ISSN 1679-6225 et 1982-0224, OCLC 56597180, DOI 10.1590/1982-0224-2023-0095, lire en ligne).